# Lucilina tilbrooki
Lucilina tilbrooki is een keverslakkensoort uit de familie van de Chitonidae. De wetenschappelijke naam van de soort is voor het eerst geldig gepubliceerd in 1958 door Milne.